# Dinera fuscata
Dinera fuscata är en tvåvingeart som beskrevs av Zhang, Wang och Liu 2006. Dinera fuscata ingår i släktet Dinera och familjen parasitflugor. Inga underarter finns listade i Catalogue of Life.